# Glossotrophia eurata
Glossotrophia eurata är en fjärilsart som beskrevs av Louis Beethoven Prout 1913. Glossotrophia eurata ingår i släktet Glossotrophia och familjen mätare. Inga underarter finns listade i Catalogue of Life.